# Амангельди (Амангельдинський район)
Амангельди́ (каз. Амангелді) — село, центр Амангельдинського району Костанайської області Казахстану. Адміністративний центр Амангельдинського сільського округу.
Населення — 6778 осіб (2021; 7569 у 2009, 6642 у 1999, 7272 у 1989).